# Perceval Doria

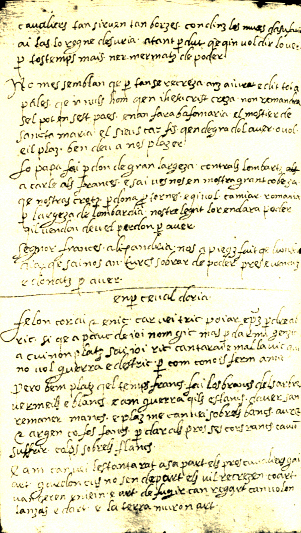
Tác phẩm Felon cor ai et enic của Perceval Doria trong giấy troubadour MS a^{1}. Hiện nay nó được lưu trữ tại Biblioteca Estense ở Modena. Tờ giấy này được tạo ra vào năm 1589

Perceval Doria (khoảng 1195 - 1264) là một người lãnh đạo quân đội và hải quân trong thế kỷ 13 đến từ Genoa. Là một Ghibelline, ông là thành viên của Hohenstaufen tại Ý và phục vụ Hoàng đế Frederick II và Manfred của Sicilia cũng như cha sơ của Romagna, vùng đất Ancona và Đất công tước Spoleto.
Ông có lẽ là một thành viên của gia đình Doria, những người mà họ của gia đình ban đầu là D'Oria hay da Otranto. Giữa 1228 và 1243, ông có vẻ là một thành viên của podestà của các thành phố Provençal và bắc Ý như Arles, Avignon, Asti và Parma. Trong năm 1255, Manfred của Sicilia chỉ định ông thành một vị tướng đại biện của Ancona và 1295 là tại Romagna. Với quan hệ với Giáo hoàng Urban IV, Doria đã bị ép buộc để đặt Spoleto trong súng đạn và kiếm vào 1259. Vào năm 1264, Doria lãnh đạo một quân đội nhỏ gồm Saracen và người Đức chống lại Charles của Anjou, người thách thức ngai vàng của Manfred. Trong cuộc hành quân tiếp theo Doria chết đuối trên sông Nera di Narco gần Arrone với ngựa của ông.
Doria cũng là một troubadour thuộc trường phái Sicilia, sáng tác hai bản canso trong tiếng Occitan cũng như hai bài thơ trong tiếng Ý. Trong bài thơ Felon cor ai et enic (được sáng tác vào năm 1258 hay 1259), ông ca ngợi sự dũng cảm và tính hào hiệp của Manfred. Bài thơ tiếng Occitan khác của Doria là một tenso có tên Per aquest cors, del teu trip, sáng tác với Felip de Valenza